# Lipowy Las
Lipowy Las – wieś sołecka w Polsce położona w województwie mazowieckim, w powiecie ostrołęckim, w gminie Baranowo.
| SIMC    | Nazwa | Rodzaj    |
| ------- | ----- | --------- |
| 0506277 | Żołny | część wsi |

W latach 1975–1998 miejscowość administracyjnie należała do województwa ostrołęckiego.
Wierni Kościoła rzymskokatolickiego należą do parafii Świętego Bartłomieja Apostoła w Baranowie.